# 聖安德烈區 (匈牙利)

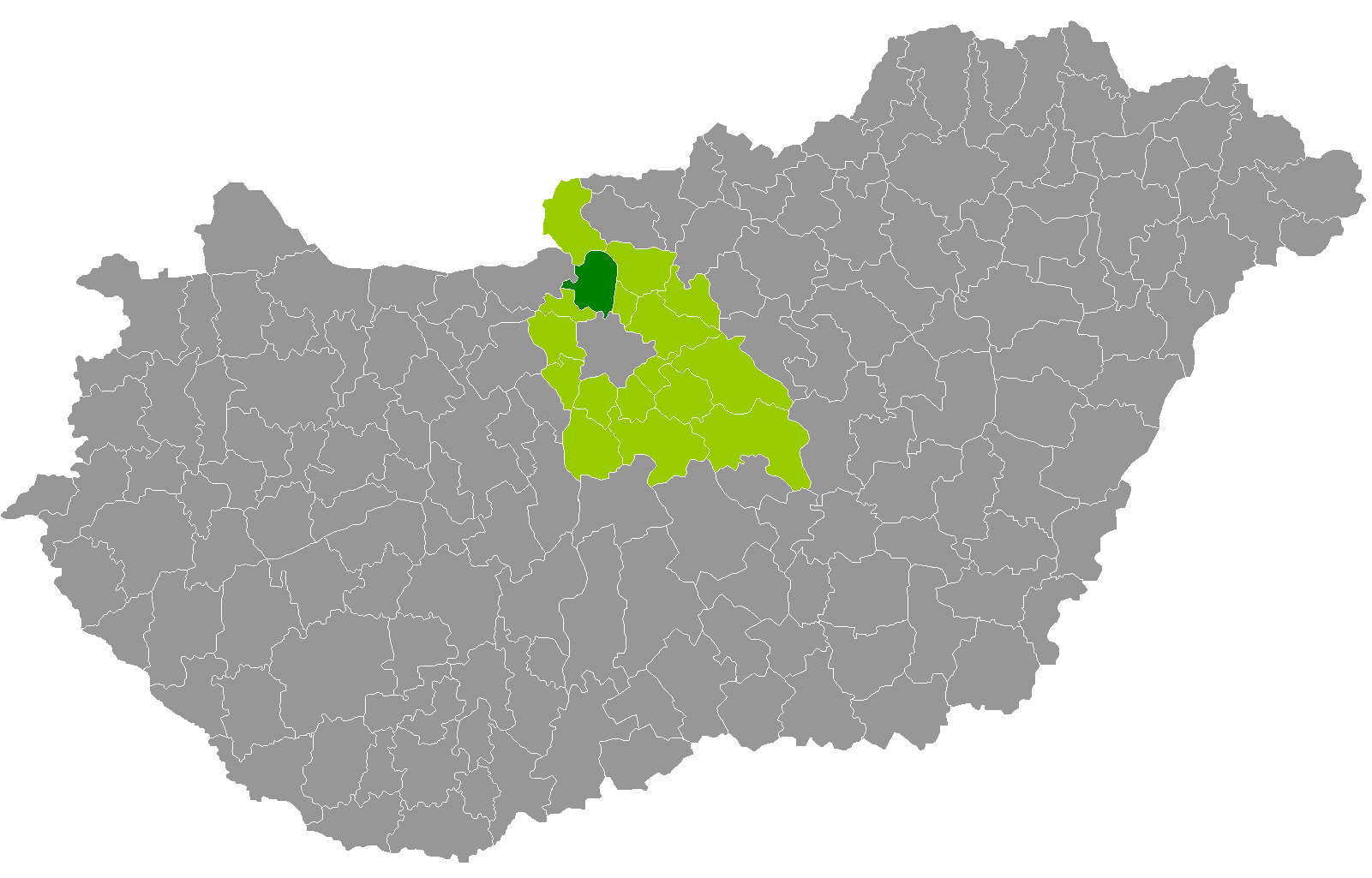

47°40′00″N 19°05′00″E / 47.6667°N 19.0833°E
聖安德烈區（匈牙利語：Szentendrei járás）是匈牙利的一個區，位於該國北部，由佩斯州負責管轄，首府設於聖安德烈，面積327平方公里，2011年人口77,802，人口密度每平方公里238人。

## 市镇
聖安德烈區包含4个城镇、一个大村和8个村庄。